# Маваева, Гульнора Низамовна
Гульнора Низамовна Маваева (узб. Gulnora Nizomovna Mavayeva; 30 июля 1931, Самарканд, Узбекская ССР — 26 июля 2025) — узбекская и советская артистка балета, педагог. Народная артистка Узбекской ССР (1964).

## Биография
Родилась в интеллигентной семье. Отец Гульнары в 1937 году был репрессирован, мать забрали вместе с мужем. Гульнору отправили в Ташкентский детский дом для одарённых детей, где находилась балетная школа.
В 1948 году окончила балетную студию при Театре им. Навои, где училась у В. И. Вильтзак и У. А. Камилова), в 1951 году — узбекскую балетную студию Московского хореографического училища (педагог М. А. Кожухова).
С 1951 по 1966 год — ведущая солистка балетной труппы Театра оперы и балета им. Навои. Выступала в классических партиях балета, исполняла узбекские классические и народные танцы в городах Советского Союза и за рубежом. В 1953 году принимала участие в Всемирном фестивале молодёжи и студентов в Бухаресте, где получила первую премию и золотую медаль за исполнение узбекского танца «Пилля».
С 1971, по окончании педагогического отделения Ленинградского хореографического училища (ныне Академия русского балета имени А. Я. Вагановой), преподавала в Узбекской республиканской балетной школе (с 1947 — Узбекское хореографическое училище, ныне — Ташкентская государственная высшая школа национального танца и хореографии), в 1975—1978 годах — художественный руководитель.
Снималась в кино.
Умерла 26 июля 2025 года в возрасте 93 лет.

## Балетные партии
- Аврора («Спящая красавица» П. Чайковского),
- Эсмеральда («Эсмеральда» Ц. Пуни),
- Мария и Зарема («Бахчисарайский фонтан» Б. В. Асафьева),
- Уличная, Каталонский танец, Цыганский танец («Дон Кихот» Л. Минкуса),
- Тао Хоа («Красный мак» Р. Глиэра),
- Гульнара («Балерина» Г. А. Мушеля),
- баронесса Штраль («Маскарад» Лапутина),
- Наташа («Берег счастья» Спадавеккиа), * Сари («Тропою грома» К. Караева)
- Ойниса («Ойниса» Закирова и Гиенко) и др.

## Избранная фильмография
- «Улугбек» («Танец с мечами»),
- «Ёр-ёр» («Танец на крыше»),
- «Встретимся на стадионе» («Хорезмский танец»),
- «Сестры Рахмановы» (роль сестренки),
- «Священная кровь»,
- «Эй Сарви Равон»
- «Таланты Советского Союза».

## Награды
- Орден «Знак Почёта» (1959)
- Заслуженная артистка Узбекской ССР
- Народная артистка Узбекской ССР (13.11.1964)[3]
- золотая медаль Всемирного фестиваля молодёжи и студентов (1953)